# Simandre
Simandre é uma comuna francesa na região administrativa de Borgonha-Franco-Condado, no departamento Saône-et-Loire. Estende-se por uma área de 22,92 km². Em 2010 a comuna tinha 1 758 habitantes (densidade: 76,7 hab./km²).